# Information financière
L'information financière est la matière première servant aux investisseurs (et d'autres agents économiques, prêteurs, clients, employés, pouvoirs publics...) à prendre leurs décisions.
En France, l'obligation de diffuser l'information financière est différente selon les sociétés, notamment suivant le fait que l'entreprise est cotée en bourse ou non. Mais la simple obligation de déposer les comptes annuels auprès du greffe concerne la plus grande partie des sociétés commerciales (voir ci-dessous). D'autres sociétés plus exposées sont tenues de faire paraître leurs comptes dans un journal d'annonces légales (Établissements bancaires, établissements de crédits ou filiales de sociétés cotées par exemple). Les sociétés cotées sur le marché réglementé et les établissements financiers dépassant un certain seuil publient au bulletin des annonces légales obligatoires, une des branches du Journal Officiel.
Un secteur particulièrement surveillé (systèmes d'audit, de publications obligatoires, d'autorités de contrôle tels que l'Autorité des marchés financiers (AMF) est celui de l'information donnée par les entreprises sur leur situation financière et leur activité et perspectives, notamment par celles faisant appel public à l'épargne ou cotées sur une bourse de valeurs.

## Histoire
L'information financière sur les entreprises est longtemps restée très peu répandue mais elle a commencé à se développer en Angleterre au moment de la première expansion de la presse financière, qui a permis l'expansion du marché boursier, puis dans les autres pays via la réglementation obligeant les sociétés faisant appel public à l'épargne à respecter une certaine transparence.
En France, un édit de 1563 du roi Charles IX à l'initiative du chancelier Michel de l'Hospital a lancé la création des tribunaux de commerce dont les greffiers étaient chargés, notamment d'archiver les décisions de justice, les créations et cessations d'entreprises puis les bilans des entreprises. Actuellement, le groupement d'intérêt économique Infogreffe digitalise l'information et la met à disposition des professionnels mais aussi du grand public.
Grâce au minitel, dans les années 80, l'information légale et financière connait un important développement (36 17 bil, allobilan, verifax, bilex...). 
En octobre 1992 la Coface prend 70 % du capital de la SCRL, la Compagnie Edmond de Rotschild conservant le solde.
En mars 1993, la Coface rachète Piguet une affaire familiale située à Lyon qui employait 150 personnes.
En 1993 l'INPI (service public) signe une concession pour dix ans à OR Télématique sans appel d'offres, procédure contestée par les concurrents.
En 1995, le marché est évalué à 1 milliard de francs mais se concentre dans les mains de 4 acteurs : OR Télématique (créé par Jean Paul Galande) installée à Rochecorbon qui sera cédé à Coface Services, Dun & Bradstreet et SCRL.
En 1999 la SCRL (filiale de la Coface), numéro un français de l'information économique et du recouvrement absorbe ses filiales (SPREC : recouvrement en région parisienne,  Piguet : information à valeur ajoutée, enquêtes régionales, Bottin : marketing direct et Sogead : recouvrement de créances civiles. L'ensemble prend le nom de Coface SCRL.
En mars 2000 Reuters obtient l'autorisation de racheter OR Telematique.
En 2017 Anacap rachète à Natixis Ellisphere sa filiale d’informations financières.

## Les médias spécialisés
Le rôle des médias spécialisés est fondamental dans la publication la plus objective possible et d'une manière spécifique.
- des informations relatives aux entreprises (voir plus loin)
- des nouvelles économiques et financières générales
- et en particulier celles concernant les cotations et l'évolution des marchés financiers.

Citons notamment à ce titre, Challenges, Les Échos, Le Figaro, Le Monde, L'Agefi, L'Usine Nouvelle, le Wall Street Journal et le Financial Times
Par ailleurs, les informations financières font l'objet de bases de données consultables gratuitement ou sous forme payante sur le Web. Citons comme principaux acteurs Bloomberg LP, Reuters (groupe Thomson Financial), Morningstar et SIX Financial Information (SIX Group).
L'information financière concerne également les petites et moyennes entreprises (non cotées), il s'agit alors pour les diffuseurs d'information financière de récupérer, structurer et mettre à disposition l'information dans des bases de données accessibles en lignes.

## L'information financière des sociétés cotées
Depuis l'année 2007, un nouveau régime d'obligation de diffusion émanant de l'AMF (lié à la directive européenne dite "transparence") a été mis en place parallèlement au précédent. La publication dans la presse financière est conseillée mais non obligatoire.
Dans le cadre de la Directive Européenne Transparence, sont obligatoires :
- la publication sur le site internet de société concernée (l'émetteur).
- La publication sur une sélection de bases financières et grand public par l'intermédiaire de sociétés spécialisées (le diffuseur appelé également wire)
- La communication des éléments à l'AMF (le régulateur).

Toutes les informations susceptibles d'avoir un impact sur le cours de l'action de l'émetteur sont concernées ainsi que certains types d'information (rachat d'action, droit de vote...).
Les 5 diffuseurs agréés par l'AMF en 2007 sont : News Invest, via sa filiale ActusNews Wire, Business Wire, DIRelease, Hugin (companyNews group), Les EchosComfi
Sites accessibles au grand public
- abcbourse édité par la société Abc bourse (Deauville).
- boursedirect.fr édité par la société Bourse Direct (Paris)
- bourselatribune.fr édité par la Tribune Nouvelle (Toulouse).
- boursier.com édité par la société Investir Publications (Paris) du groupe Les Echos.
- boursorama, com appartenant à la banque Boursorama (Paris)filiale de la Société Générale.
- easybourse édité par la société EasyBourse (Paris) du groupe Banque Postale.
- investir.lesechos édité par la société Investir Publications (Paris) du groupe Les Echos.
- lerevenu.com édité par la société Le Revenu Éditions (Paris).
- patrimoine24.com édité par la société Publinove (Paris).
- tradingsat (ou bfmbourse) édité par la société Nextinteractive (Paris) du groupe Altice.
- zonebourse édité par la société Superformance (Annecy).

## L'information financière des sociétés non cotées en France
En France, la plupart des sociétés commerciales sont tenues de déposer leurs comptes annuels au greffe du tribunal de commerce dans le mois qui suit l'assemblée ayant statué sur les comptes. Dans la mesure où une entreprise dispose de 6 mois après sa clôture comptable pour tenir une telle assemblée, cela revient à dire qu'au plus tard dans les 7 mois suivant la clôture de son dernier exercice, une société doit avoir déposé ses comptes annuels. Si elle ne le fait pas, elle s'expose à une amende. Elle peut également y être contraint par le tribunal de commerce.
Les données, souvent croisées avec les informations puisées auprès de l'INSEE sont disponibles sur plusieurs sites
Sites accessibles au grand public
- kipoced.com édité par la société YLN Développement (Rambouillet)
- bilansgratuits.fr édité par la société Manageo (Aix-en-Provence) du groupe Altares (Dun & Bradsteet).
- corporama.com édité par la société Corporama (Issy-les-Moulineaux) du groupe Doubletrade.
- creditsafe.com édité par la société Solvabilité Entreprise (Roubaix).
- ellisphere.com édité par la société Ellisphére (Nanterre).
- infogreffe.fr édité par le groupement d'intérêt économique Infogreffe (Vincennes) qui réunit les greffes des tribunaux de commerce.
- lesbilans.com édité par la société Solvabilité Entreprise (Roubaix).
- lesechos.fr édité par la société la société les Echos Solutions (Paris).
- manageo.fr édité par  la société Manageo (Aix-en-Provence) du groupe Altares (Dun & Bradsteet).
- score3.fr édité par la société Pouey International (Bordeaux).
- société.com édité la société Société (Paris 75017).
- pappers.fr édité par la société Pappers (Clichy).

## La communication financière
La communication financière a un objectif plus large que les obligations légales de l'information financière. Les sociétés qui sont cotées en bourse ou qui recherchent un financement extérieur ont intérêt à mettre en place une véritable stratégie de communication financière pour fidéliser et diversifier leur actionnariat, valoriser leur image auprès des banques et des investisseurs, mettre en lumière les éléments qui peuvent améliorer la valorisation de leurs titres. En France, cette communication a pris une place grandissante à partir de la deuxième moitié des années 1980, en cohérence avec la communication institutionnelle.
Parmi les outils utilisés, une place importante est accordée aux relations presse (en direction surtout des organes spécialisés), à l'événementiel, aux supports imprimés (notamment le rapport annuel), à l'internet (site institutionnel, réseaux sociaux). Des outils spécifiques sont développés, comme les clubs d'actionnaires.
En dehors des entreprises, la communication financière concerne aussi d'autres organisations, notamment les associations et fondations qui font un appel public à l'épargne. Les collectivités territoriales sont amenées aussi à développer une communication financière en direction des contribuables et des électeurs, pour justifier l'évolution des taxes qu'elles prélèvent et mettre en valeur la bonne utilisation de l'argent public.